# Psilopterus lemoinei
Psilopterus lemoinei — викопний вид птахів родини Фороракосові (Phorusrhacidae). Вид існував у цей же час, що й близький до нього Psilopterus bachmanni, займав ту ж екологічну нішу, проте був дещо більшим; важив 7 кг. Описаний по частині нижньої кінцівки — кістці тибіотарсус, що знайдена у пластах формації Санта-Круз в Аргентині. Пізніше у формації Монте Леон знайдено краще збережені скам'янілості, в тому числі і череп. Вид мешкав на початку міоцену, близько 20 млн років тому.

## Синоніми
- Patagornis lemoinei Moreno & Mercerat, 1891
- Psilopterus australis Moreno & Mercerat, 1891
- Pelecyornis tubulatus Ameghino, 1895 (можливо синонім Psilopterus australis)
- Phororhacos modicus Ameghino, 1895
- Staphylornis gallardoi Mercerat, 1897 (можливо синонім Psilopterus australis)
- Staphylornis erythacus Mercerat, 1897 (можливо синонім Psilopterus australis)
- Pelecyornis tenuirostris Sinclair & Farr, 1932 (можливо синонім Psilopterus australis)